# Rote Zora
Rote Zora foi um grupo feminista que atuou na Alemanha Ocidental de 1977 a 1995 e ficou conhecido por uma série de atentados a bomba contra empresas que exploravam mulheres. Ao longo de sua história, realizou 45 ataques sem nunca ter ferido uma única pessoa.
O nome Rote Zora (traduzido em português como Zora, a Vermelha) é inspirado no livro Die Rote Zora und ihre Bande, de Kurt Held, que conta a história de uma garota croata chamada Red Zora que lidera um grupo de órfãs e órfãos empenhados na luta contra injustiças sociais.

## História
Rote Zora surge em 1977 como um grupo feminista armado, dentro da organização de guerrilha urbana "Células Revolucionárias", que se opunha ao Grupo Baader-Meinhof. Suas ações têm início com um ataque a bomba em frente ao escritório da Associação de Médicos da Alemanha com o objetivo de protestar contra as leis de aborto. Contra as mesmas leis, bombardearam também o Tribunal Constitucional Federal da Alemanha, em Karlsruhe.
Durante a sua trajetória, o grupo bombardeou inúmeros sex shops, carros de proprietários de empresas como Siemens AG, Bayer e Nixdorf Computer AG, institutos de pesquisas genéticas e fábricas de roupa por considerar o tipo de negócio dessas empresas responsável pela exploração e opressão de mulheres.
Em 1986, o grupo sai da organização "Células Revolucionárias" por divergências ideológicas e por uma desilusão em relação ao uso de métodos de ação violentos usados por outros grupos de esquerda. Neste momento, Rote Zora inicia uma campanha por ações que não prejudiquem pessoas.
A maioria das ativistas era de classe média e possuia um emprego, por isso precisavam planejar e realizar suas ações no tempo livre, fato que rendeu a elas o apelido de "terroristas depois do trabalho".
O último ataque do grupo aconteceu em um estaleiro em Bremen em 1995.
Em abril de 2007, Adrienne Gershäuser, ativista do grupo, foi julgada por tentativa de bombardeios ao Instituto de Genética de Berlim (1986) e a uma fábrica de roupas na Baviera (1987). Ela recebeu uma suspensão de 2 anos de prisão.

#### Documentário sobre o grupo
Em 2000, Oliver Ressler lançou um curta-documentário Rote Zora que consiste em uma longa conversa com Corinna Kawaters, ativista do grupo e a única integrante que foi setenciada como terrorista.